# Monsters of the Night
Monsters of the Night è il terzo singolo del gruppo heavy metal svedese Heavy Load, pubblicato nel 1985. Entrambe le tracce sono state pubblicate come inedite.

## Tracce

### Lato A
1. Monsters of the Night - 4:40

### Lato B
1. I'm Alive - 3:12

## Formazione
- Styrbjörn Wahlquist – batteria, voce, percussioni
- Ragne Wahlquist – chitarra, voce, tastiere
- Eddy Malm – chitarra, voce